# 承認欲求
承認欲求（しょうにんよっきゅう）とは、「他者から認められたい、自分を価値ある存在として認めたい」という願望であり、「尊敬・自尊の欲求」とも呼ばれる。

## 概念と分類
長年にわたり社会科学の視点から承認欲求を研究してきた太田肇によると、承認欲求は現実の組織や社会において自己実現欲求などよりも強い力で人を動機づけている。一方で承認欲求の表れ方は文化や風土にも左右される。日本人は「周囲から認められなければならない」「期待を裏切れない」という切迫した感覚に陥りやすく、それが過激な動画の投稿、パワーハラスメントやいじめ、不登校、過労死、企業不祥事などの社会問題を引き起こす場合がある。

## 心理学における承認欲求
アブラハム・マズローは、自己実現理論において人間の基本的欲求を低次から、生理的欲求 (physiological need) 、安全の欲求 (safety need) 、所属と愛の欲求 (social need/love and belonging) 、承認の欲求 (esteem) 、自己実現の欲求 (self actualization) の5段階に分類した。このことから「階層説」とも呼ばれる。
また、「生理的欲求」から「承認の欲求」までの4階層に動機付けられた欲求を「欠乏欲求」 (deficiency needs) とする。生理的欲求を除き、これらの欲求が満たされないとき、人は不安や緊張を感じる。
「自己実現の欲求」に動機付けられた欲求を「成長欲求」としている。
中でも承認欲求とは、自分が集団から価値ある存在と認められ、尊重されることを求める欲求である。
尊重のレベルには二つある。低いレベルの尊重欲求は、他者からの尊敬、地位への渇望、名声、利権、注目などを得ることによって満たすことができる。マズローは、この低い尊重のレベルにとどまり続けることは危険だとしている。高いレベルの尊重欲求は、自己尊重感、技術や能力の習得、自己信頼感、自立性などを得ることで満たされ、他人からの評価よりも、自分自身の評価が重視される。この欲求が妨害されると、劣等感や無力感などの感情が生じる。
なお承認欲求は表面にあらわれている以上に強力かつ多面的であり、その理由は他の欲求を満たし、さまざまな動機を達成するための手段になるためだといわれている。